# 織田武雄
織田 武雄（おだ たけお、1907年6月29日 - 2006年10月18日）は、日本の地理学者（人文地理学）。京都大学名誉教授。

## 経歴

### 戦前
1907年、京都府京都市生まれ。京都府立一中、七高を経て、1929年に京都帝国大学文学部に進学。地理学を専攻し、1932年に同大学文学部を卒業。
卒業後は、龍谷大学予科、関西学院高等商業学校、立命館大学講師を務めた。1940年、関西学院高等商業学校教授に就任。

### 戦後
1946年4月、立命館大学文学部教授に就任。しかし、翌1947年3月に母校である京都大学文学部助教授に転じた。これは、戦中京都大学地理学教室は地政学研究に走ったため、戦後全ての教官が辞任することとなったためであった。赴任時には地理学教室は東洋史講座の宮崎市定が兼任の形で維持されている状況であり、その後長らく1人で地理学教室を再建した。1950年、同大学教授に昇格。1961年、文学博士の学位を取得。1971年に京都大学を定年退官し、名誉教授となった。その後は、1971年から1978年まで関西大学文学部教授として教鞭をとった。
学界では、1948年に人文地理学会が発足すると初代会長に就任(～1954年)。また、再び1958年から1962年、1968年から1970年まで会長に再任された。日本地理学会会長 (1974-1975)。

## 著作

### 著書
- 『世界の縮小』三省堂出版 1956
- 『古代地理学史の研究 ギリシア時代』柳原書店 1959
- 『地図の歴史』講談社 1973
- 『地図の歴史 世界篇/日本篇』講談社現代新書 1974
- 『古地図の世界』講談社 1981
- 『古地図の博物誌』古今書院 1998

### 共編著
- 『人文地理学概説』辻田右左男、藤岡謙二郎共著 蘭書房 1949-50
- 『人文地理学概論』藤岡謙二郎、西村睦男共著 蘭書房 1956 社会科地理文庫
- 『歴史地理講座』全3巻 森鹿三共編 朝倉書店 1957-59
- 『玉川こども百科 80 きんき』編 誠文堂新光社 1958
- 『人文地理・地誌辞典』藤岡謙二郎、西村睦男共編 教学社 1959
- 『地理ハンドブック』編 朝倉書店 1970
- 『日本古地図大成』海野一隆、室賀信夫共編 講談社 1972

### 記念論集
- 『人文地理学論叢 織田武雄先生退官記念』柳原書店 1971